# Kasteel Aizkraukle
Kasteel Aizkraukle is een voormalig middeleeuws kasteel, gelegen aan de oevers van de rivier de Daugava in Letland, niet ver van de stad Aizkraukle. 
Het kasteel dat tegenwoordig een ruïne is, werd in het jaar 1224 door de Orde van de Zwaardbroeders gebouwd ter bescherming van de lokale bewoners en ook om zichzelf te beschermen tegen Litouwse aanvallen. In 1226 werd het kasteel veroverd door de Semgalliaanse vorst Viestards, maar deze was niet in staat het in handen te houden. 
In 1559 werd Aizkraukle in beslag genomen door de Polen. In 1577 werd het veroverd door de Russen. Het kasteel bestond nog in 1633, maar werd verwoest in 1680. Vandaag de dag zijn slechts de fundamenten nog zichtbaar en fragmenten van een muur.